# Трговина људима у Алжиру
Алжир је транзитна и, у мањој мери, одредишна земља за мушкарце и жене који су били изложени трговини људима, посебно принудном раду и принудној проституцији. Најчешће, мушкарци и жене из подсахарске Африке добровољно али илегално улазе у Алжир, често уз помоћ кријумчара, у сврху путовања у Европу. Неки постају жртве трговине људима: мушкарци могу бити приморани на неквалификовани рад, а жене на проституцију да би отплатиле дугове за шверц. Криминалне мреже субсахарских држављана у јужном Алжиру олакшавају ову нерегуларну миграцију организовањем превоза, фалсификованим документима и обећањима о запослењу. Поуздана статистика о броју потенцијалних жртава није доступна од стране владе или невладиних организација (НВО). Једна невладина организација процењује да становништво које је најугроженије од трговине људима укључује између 10.000 и 15.000 илегалних миграната из подсахарске Африке.
Влада је 2010. године помогла у формулисању програма обуке за полицију, судије и тужиоце о свом закону о борби против трговине људима. Упркос овим напорима, влада није показала општи напредак у кажњавању кривичних дела трговине људима и заштити жртава трговине људима и и даље јој недостају адекватне мере превенције и заштите. Иако је Влада Алжира уложила напоре да реши проблем, они нису били значајни.
Канцеларија америчког Стејт департмента за праћење и борбу против трговине људима ставила је земљу на „Листу за посматрање другог нивоа“ 2017. Алжир је остао на нивоу 3 2023.
У 2023. години, Индекс организованог криминала дао је земљи оцену 4 од 10 за трговину људима, примећујући повећан број истрага и кривичних гоњења.

## Тужилаштво
Алжирска влада је уложила минималне напоре да се бави трговином људима путем истрага, кривичног гоњења или осуђујућих пресуда током периода извештавања. Алжир забрањује све облике трговине људима у складу са чланом 5 свог кривичног закона. У марту 2009, влада је донела свеобухватан статут против трговине људима; прописане казне су од три до десет година затвора, које се могу повећати на 20 година уколико се утврде одређене отежавајуће околности. Ове казне су довољно строге и сразмерне онима које су прописане алжирским законом за друга тешка кривична дела, као што је силовање . Влада није пријавила истрагу или кривично гоњење ниједног дела трговине људима, нити осуду или кажњавање починиоца трговине људима током године. Министарство правде је, на семинарима о изменама и допунама кривичног закона, упознало судије и тужиоце са законом о борби против трговине људима у Алжиру.
Након што алжирска влада није предузела значајније напоре током дужег временског периода, премијер је усвојио Владин Национални акциони план за борбу против трговине људима за 2019-2021. и сензибилизирао агенције за провођење закона и друге владине институције за питања трговине људима. Алжир стога остаје на листи посматрања нивоа 2 трећу годину заредом. У 2017. години истражено је 26 случајева трговине људима, 22 процесуирана и 14 осуђена. Влада је 2018. године процесуирала 16 наводних преступника, а осуђено је 9 трговаца људима.

## Заштита
Влада Алжира у 2010. години није остварила значајан напредак у заштити жртава трговине људима током претходне године. Није показао развој или употребу систематских процедура за идентификацију жртава трговине људима међу рањивим популацијама, као што су странке ухапшене због проституције или илегални мигранти. Жртве су стога и даље биле у опасности од притвора због незаконитих радњи почињених као резултат трговине људима. Према локалним невладиним организацијама, влада није обезбедила специјализовану обуку владиним званичницима о препознавању трговине људима или поступању са жртвама трговине људима. Влада није пружила страним жртвама законске алтернативе за њихово премјештање у земље у којима су се суочиле са тешкоћама или одмаздом. Влада није пружала медицинске, саветодавне или правне услуге жртвама, нити је упућивала жртве другим пружаоцима услуга. Међутим, државне здравствене клинике које пружају хитну помоћ жртвама криминала биле су доступне жртвама трговине људима. Не постоји формални програм за подстицање жртава трговине људима да помогну у истрази и кривичном гоњењу починилаца.

## Превенција
Алжирска влада је учинила минималне напоре у превенцији током периода извештавања. Влада је сазвала регионалне шефове полиције у Алжиру на састанак са страним званичницима у фебруару 2010. како би развили дугорочни план обуке о транснационалном криминалу, укључујући трговину људима. Алжир је у марту 2010. био домаћин састанка министара иностраних послова региона Сахел ради координације заједничке акције против транснационалног криминала, укључујући трговину људима. Влада није спровела кампању подизања јавне свести о трговини људима. Није имала формалну политику борбе против трговине људима или национални план акције који би допунио свој закон против трговине људима.